# 灞州镇
灞州镇是中华人民共和国四川省阿坝藏族羌族自治州汶川县下辖的一个镇，地处汶川县西北杂谷脑河东岸（東經103°32'，北緯31°33'）。
2000年人口普查為4903人。龙溪乡西连理县桃坪乡东、西北两面与茂县接壤，南面为克枯乡。龙溪乡是一个羌族聚居乡，全乡有耕地5128.9亩，农业人口4998人。龙溪乡的特产主要有洋芋、花椒、秋淡蔬菜。
2019年12月，撤销克枯乡、龙溪乡，设立灞州镇，以原克枯乡和原龙溪乡所属行政区域为灞州镇的行政区域。

## 地理
灞州镇境内热量充足，阳光充沛，雨量集中。年温差小，日温差大。全乡境内幅员214.3平方公里，海拔1500~2800米之问。

## 行政区划
灞州镇下辖以下村级行政区划单位：
联合村、布南村、龙溪村、俄布村、胜利村、阿尔村、直台村、垮坡村和大门村。